# Gules

Representacions del gules

El gules és el color vermell en heràldica. Per tradició, no es pot juxtaposar amb l'atzur ni el sinople. La tonalitat que la Societat Catalana d'Heràldica recomana, segons la codificació Pantone, és Super Warm Red U. El 1638, Silvestre da Pietrasanta va estipular que el color de gules havia de representar-se amb línies verticals quan no fos possible fer ús de colors.
D'entre els esmalts heràldics, pertany al grup dels colors, juntament amb l'atzur (blau), el sable (negre), el sinople (verd) i el porpra.

## Sinònims
Aquest esmalt també ha estat anomenat gola, gols, güella, rosicler, color sang, i sanguino o sanguini (per influència de l'esmalt anglès Sanguine, de color vermell fosc).

## Etimologia
El terme «gules» prové del francès antic Goules, coll de pell [vermella], plural de gole, guele, del llatí gola, 'gola'. El filòleg Joan Corominas atribueix el nom d'aquest esmalt heràldic al costum d'adornar els colls dels mantells amb trossos de pell de la gola de les martes, tenyits de vermell. Certament algunes  cançons de gesta medievals descriuen aquest tipus de peces: en la cançó de Raoul de Cambrai (s.X), per exemple, es parla de «gules de marta», i a la d'Aye d'Avignon, de gules d'ermini; mentre que un text en llatí, al descriure una peça d'ermini, diu circa collem et circa manus rubris gulis præparatam  ("preparada al voltant de coll i dels canells amb tires vermelles de pell").
Històricament es van proposar altres etimologies. Una d'elles suggeria que «gules» podia provenir del  francès gueules, 'gola', a causa del color vermell de l'interior de la boca de les feres quan devoren a la seva presa; una altra proposava que s'originava en termes similars de diverses llengües d'Orient Mitjà i d'Àsia (com ara l'àrab, el persa, turc o hebreu), com  gul, ghiul  o gulude, que designarien directament o indirectament al color vermell.

## Història

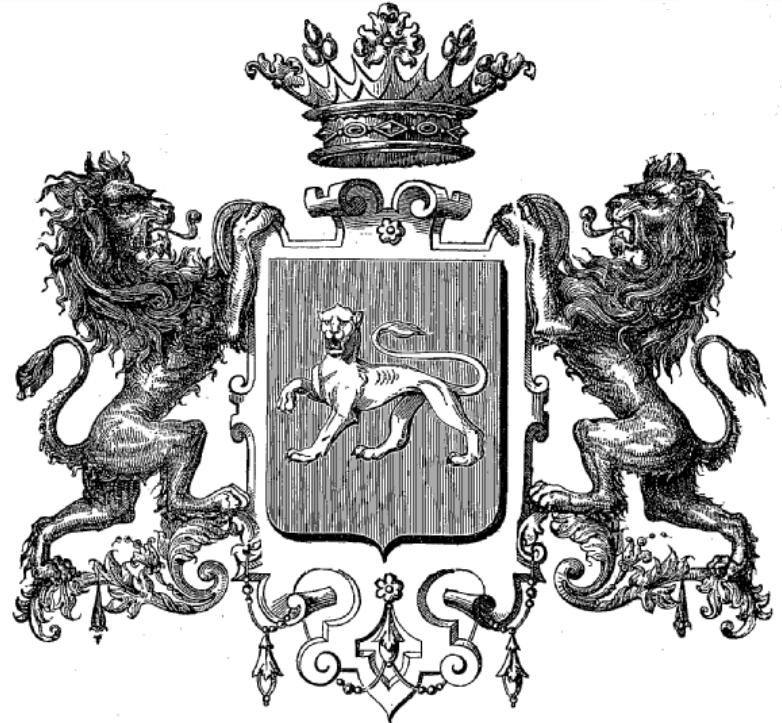
En aquest gravat, les línies verticals sobre el fons de l'escut indiquen que el camper de la mateixa és de gules. (Armes del marquès de Bréhan, 1883).

L'adopció del terme «gules» en heràldica està lligada al desenvolupament històric d'aquesta disciplina. El llenguatge del blasó, que permet descriure armeries adequadament (blasonades), va començar a desenvolupar-se al segle xii. D'aquesta etapa formativa de l'heràldica es conserven, a romanços francesos, descripcions d'escuts on el gules és anomenat simplement vermeil o rouge ('vermell').
Cap a mitjans del s.XIII, però, els armorials comencen a tipificar el llenguatge heràldic, i en ells el color vermell és anomenat «gules» amb certa consistència, tot i que el llenguatge del blasó s'estandarditzaria més tard al s.XVI.
Als inicis de l'heràldica, entre els segles xii i xiii, el gules era l'esmalt més emprat: l'historiador especialitzat en els colors Michel Pastoureau va trobar que apareixia en el 60 % de les armeries europees. 
En català també es van utilitzar històricament, en lloc de «gules», altres adjectivacions del color, com ara roig i vermell .

## Representació
El gules no es troba definit amb exactitud. En conseqüència, la tonalitat i el matís de vermell a emprar per a representar-queden a criteri de l'artista heràldic. Es recomana, però, que el vermell sigui intens i fidel a la seva naturalesa; no ha de girar massa cap al taronja, el violat, el marró ni el rosa.
Quan no es disposa de colors, el gules pot representar-se mitjançant un ratllat molt fi de línies verticals paral·leles, segons el mètode atribuït al jesuïta Silvestre Pietra Santa.  Aquest és el mètode de representació que es veu comunament en gravats a una tinta.

## Exemples d'ús
Segueixen quatre exemples antics i notables de l'ús del gules.

La «Senyera Reial», «quatre pals» o «Senyal d'Aragó», antic escut del Regne d'Aragó, aparegut per primer cop a l'escut del rei català Ramon Berenguer IV (1114-1162).
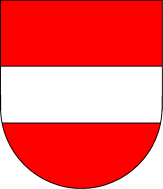
Escut de l'antiga  dinastia austríaca Babenberg, avui part de l'escut d'Àustria; data almenys del segle xiii
Escut d'Anglaterra utilitzat entre 1198 i 1340; actualment es troba  quarterat a les  armes de Regne Unit
Escut de la comuna suïssa de Morens, amb camper i tres roses de gules, aquestes sobre un  pal d'argent

### Figures d'animals
Els animals que es blasonen com «trossejats» es representen de gules. En el cas dels quadrúpedes, vol dir que l'animal està escorxat, i en el cas de les aus, que està plomat. 

## Noms, atribucions i significats en desús
Cap a l'inici del Renaixement es va desenvolupar un sistema de correspondències simbòliques per als colors heràldics que avui es troba en desús.
És de notar que cap a l'any 1828 aquest sistema era considerat absurd per l'heraldista anglès William Berry, tot i que l'espanyol Francisco Piferrer, a l'any 1858, el comenta com si encara fos vàlid.
Si bé Jean Courtois, Herald Sicilià del Regne d'Aragó, esmenta en el seu tractat  Le blason des couleurs  (1414) que qualsevol d'aquestes associacions de l'argent heràldic pot usar-se per blasonar, en la pràctica és possible que només s'hagin fet servir el sistema planetari i el sistema de pedres precioses. Per a Alberto i Arturo García Caraffa (1919), el blasonat amb gemmes corresponia als títols i el de planetes als sobirans. 
Arthur Fox-Davies cita un exemple de blasonat amb pedres precioses que data de 1458.
A sota es donen algunes de les antigues correspondències simbòliques del gules, així com alguns dels noms que se li van atribuir.
| Noms «grecs» que se li van atribuir. | |
| Altres noms                          | bèl·lic, vermelló, color de sang, escarlata                                                                                            |
| Metall                               | el ferro, el coure, el llautó |
| Planeta                              | Mart |
| Pedra preciosa                       | el robí, el granat floreta, el coral                                                                                                   |
| Signe del Zodíac                     | Àries, Escorpí, Càncer |
| Element                              | el foc |
| Estació de l'any                     | l'estiu, la tardor |
| Mes                                  | març, octubre, juny, juliol |
| Dia de la setmana                    | el dimarts, el dimecres |
| Números                              | 3 i 10 |
| Arbre                                | el cedre |
| Flor                                 | el clavell, la rosa vermella |
| Au                                   | el pelicà |
| Edat de l'home                       | l'edat viril |
| Complexió humana                     | colèrica, sanguínia |
| Virtuts teologals i cardinals        | la caritat, la justícia |
| Virtuts i qualitats mundanes         | la noblesa, la magnanimitat, l'audàcia, la valentia, l'amor, l'alegria, la victòria, l'ardit, l'honor, el furor, el venciment amb sang |
| Obligacions del portador             | defensar els agreujats per falta de justícia                                                                                           |